# Marcelinho Paulista
Marcelo José de Souza (Cotia, 13 settembre 1973) è un ex calciatore brasiliano, di ruolo centrocampista.